# Guldkorn (album av Jumper)
Guldkorn är ett samlingsalbum med popgruppen Jumper. Albumet gavs ut 2006 , några år efter att bandet upplösts, och sammanfattar åren 96-00.

## Låtförteckning
1. Tapetklister
2. När hela världen står utanför
3. Den vägen
4. Kom som en man
5. I vårt kvarter
6. Hon har ett sätt
7. Våran hemlighet
8. Välkommen hit
9. Solen stiger upp även i dag
10. Hej hej du
11. Om vi håller om varandra
12. Livet som slog in
13. Miljonär
14. Tofflor & skor

### Fotnoter
1. ↑  ”Svensk mediedatabas”. http://smdb.kb.se/catalog/id/002055669. Läst 31 mars 2011.